# Taeko Tomioka
Taeko Tomioka (ur. 30 stycznia 1979) – japońska zapaśniczka w stylu wolnym. Mistrzyni Azji w 1999 i wicemistrzyni w 2000. Wicemistrzyni świata juniorów w 1999 roku.